# Macromitrium subperichaetiale
Macromitrium subperichaetiale är en bladmossart som beskrevs av Thériot 1940. Macromitrium subperichaetiale ingår i släktet Macromitrium och familjen Orthotrichaceae. Inga underarter finns listade i Catalogue of Life.